# Liste der Monuments historiques im 11. Arrondissement (Paris)
Die Liste der Monuments historiques im 11. Arrondissement (Paris) führt die Monuments historiques im 11. Arrondissement der französischen Hauptstadt Paris auf.

## Liste der Bauwerke
| Bezeichnung                                                 | Beschreibung | Standort | Kennzeichnung | Schutzstatus | Datum | Bild |
| ----------------------------------------------------------- | ------------ | --- | ------------- | ------------ | ----- | ---- |
| Barrière du Trône                                           |              | place de la Nation (Lage) | PA00086524    | Classé       | 1907  |      |
| Bäckerei                                                    |              | 45 rue Popincourt (Lage) | PA00086526    | Inscrit      | 1984  |      |
| Bäckerei                                                    |              | 153 rue de la Roquette (Lage) | PA00086527    | Inscrit      | 1984  |      |
| Bäckerei Beaumarchais                                       |              | 28 boulevard Beaumarchais (Lage) | PA00086525    | Classé       | 1984  |      |
| Café-Bar „Le Carrefour“                                     |              | 116 avenue Ledru-Rollin (Lage) | PA00086528    | Inscrit      | 1984  |      |
| Café-concert Bataclan                                       |              | 50, 52 boulevard Voltaire (Lage) | PA00086554    | Inscrit      | 1991  |      |
| Canal Saint-Martin                                          |              | (Lage) | PA00125441    | Inscrit      | 1993  |      |
| Metzgerei                                                   |              | 75 rue Amelot (Lage) | PA00086529    | Inscrit      | 1984  |      |
| Cirque d’Hiver                                              |              | 110 rue Amelot (Lage) | PA00086530    | Inscrit      | 1975  |      |
| Clown-Bar                                                   |              | 114 rue Amelot (Lage) | PA00086531    | Classé       | 1995  |      |
| Cour de l’Étoile-d’Or                                       |              | 75 rue du Faubourg-Saint-Antoine (Lage) | PA00086541    | Inscrit      | 1928  |      |
| Cour de l’Industrie                                         |              | 37bis rue de Montreuil (Lage) | PA00086556    | Inscrit      | 1992  |      |
| Couvent des Bénédictines du Bon-Secours                     |              | 99, 101 rue de Charonne (Lage) | PA00086532    | Inscrit      | 1973  |      |
| Couvent de la Madeleine de Traisnel                         |              | 100 rue de Charonne (Lage) | PA00086555    | Inscrit      | 1990  |      |
| Métroeingang von Hector Guimard der Station Bréguet - Sabin |              | 23 boulevard Richard-Lenoir (Lage) | PA00086545    | Inscrit      | 2016  |      |
| Métroeingang von Hector Guimard der Station Couronnes       |              | Boulevard de Belleville (Lage) | PA00086546    | Inscrit      | 2016  |      |
| Métroeingang von Hector Guimard der Station Ménilmontant    |              | Boulevard de Ménilmontant (Lage) | PA00086547    | Inscrit      | 2016  |      |
| Métroeingang von Hector Guimard der Station Parmentier      |              | 88bis avenue Parmentier (Lage) | PA00086548    | Inscrit      | 2016  |      |
| Métroeingang von Hector Guimard der Station Père Lachaise   |              | Boulevard de Ménilmontant (Lage) | PA00086549    | Inscrit      | 2016  |      |
| Métroeingang von Hector Guimard der Station Richard-Lenoir  |              | 65 boulevard Richard-Lenoir (Lage) | PA00086551    | Inscrit      | 2016  |      |
| Métroeingang von Hector Guimard der Station Rue Saint-Maur  |              | 74 avenue de la République (Lage) | PA00086552    | Inscrit      | 2016  |      |
| Église du Bon-Secours                                       |              | 20 rue Titon (Lage) | PA00135715    | Inscrit      | 1995  |      |
| Saint-Ambroise                                              |              | (Lage) | PA00086533    | Inscrit      | 1978  |      |
| Sainte-Marguerite                                           |              | 36 rue Saint-Bernard (Lage) | PA00086534    | Classé       | 1928  |      |
| Gebäudeensemble                                             |              | 5 cité de la Roquette (Lage) | PA00125442    | Inscrit      | 1993  |      |
| Faïencerie Loebnitz                                         |              | 4 rue de la Pierre-Levée (Lage) | PA75110003    | Inscrit      | 2002  |      |
| Fontaine de Charonne                                        |              | 61 rue du Faubourg-Saint-Antoine (Lage) | PA00086558    | Classé       | 1995  |      |
| Fontaine de la Petite-Halle                                 |              | Rue du Faubourg-Saint-Antoine (Lage) | PA00086535    | Inscrit      | 1962  |      |
| Fontaine de la Roquette                                     |              | 70 rue de la Roquette (Lage) | PA00086559    | Inscrit      | 1992  |      |
| Hôtel de Mortagne                                           |              | 51, 53 rue de Charonne (Lage) | PA00086536    | Inscrit      | 1928  |      |
| Gebäude                                                     |              | 136, 138 rue Amelot (Lage) | PA00086537    | Inscrit      | 1984  |      |
| Gebäude                                                     |              | 14 place de la Bastille (Lage) | PA00125443    | Inscrit      | 1993  |      |
| Gebäude                                                     |              | 7 avenue de la République (Lage) | PA00086538    | Inscrit      | 1986  |      |
| Gebäude                                                     |              | 57 boulevard Richard-Lenoir (Lage) | PA00086539    | Inscrit      | 1984  |      |
| Gebäude                                                     |              | 31, 33, 35, 37, 39 rue du Faubourg-Saint-Antoine (Lage)                                                                                     | PA00086540    | Inscrit      | 1996  |      |
| Gebäude                                                     |              | 2 à 16, 1 à 17 rue des Immeubles-Industriels 76 rue de Montreuil 262 à 266 boulevard Voltaire 307, 309 rue du Faubourg-Saint-Antoine (Lage) | PA00086557    | Inscrit      | 1992  |      |
| Haus                                                        |              | 78 rue de Charonne 43 rue Saint-Bernard (Lage)                                                                                              | PA75110001    | Inscrit      | 1997  |      |
| Haus                                                        |              | 71 rue de la Roquette (Lage) | PA00086542    | Inscrit      | 1928  |      |
| Haus                                                        |              | 12 rue Saint-Bernard (Lage) | PA00086543    | Inscrit      | 1929  |      |
| Maison des Métallos                                         |              | 94 rue Jean-Pierre-Timbaud (Lage) | PA75110002    | Inscrit      | 2000  |      |
| Palais de la Femme                                          |              | 94 rue de Charonne (Lage) | PA75110004    | Inscrit      | 2003  |      |
| Pension Belhomme                                            |              | 161 rue de Charonne (Lage) | PA00086544    | Inscrit      | 1972  |      |
| Restaurant Chardenoux                                       |              | 1 rue Jules-Vallès (Lage) | PA00086553    | Inscrit      | 1984  |      |

## Liste der Objekte
- Monuments historiques (Objekte) in Paris in der Base Palissy des französischen Kultusministeriums